# キア・ソウル
ソウル（Soul、쏘울）は韓国の自動車メーカー、KIAにより製造されるトールワゴン型のサブコンパクトクロスオーバーSUVである。

## 歴史

### 初代（AM型、2008年 - 2013年）
設計はカリフォルニア州のキアデザインセンターで行われた。
2006年
同年の北米国際オートショーでコンセプトモデルを発表。後に2009年モデルとして市販されることが発表された。
2008年10月
モンディアル・ド・ロトモビルにおいて1.6Lガソリンエンジンを搭載したソウル・ハイブリッドコンセプトを発表。
2008年11月
韓国 光州工場での生産を開始。
2009年
北米国際オートショーにコンセプトカー、「ソウルスター」（Soulster）を出展。ソウルをベースとしたオープントップのSUVで、デザインはキアモーターアメリカが担当した。
2009年2月
北米およびヨーロッパ各国で2010年モデルとして発売。
北米仕様車には直列4気筒の1.6Lエンジンおよび2LベータIIエンジンが用意され、5速MTが組み合わせられるが、2Lエンジン搭載車には4速ATがオプション設定される。また、欧州仕様車には1.6Lのターボディーゼルエンジンが用意され、同様に5速MTが設定された。
2012年11月
現代・起亜自の燃費誇張問題で、キア・ソウルの高速燃費は1ガロンあたり6マイル（1リットルあたり2.5km）下方修正となり、対象13車種の中で最大となった。
| 後期 フロント/リア |  | 後期 フロント/リア |
| 後期 フロント/リア |  |                    |

### 2代目（PS型、2013年 - 2019年）
2013年3月、ニューヨークモーターショーにてワールドプレミア。その後、同年8月にはフランクフルトモーターショーにて欧州仕様も公開された。エクステリア・インテリアとも好評だった先代を色濃く踏襲しながらも進化しており、一目でソウルと分かるものとなっている。
2013年10月22日、韓国にて発表・販売を開始。
量産車としては世界で初めてアルミホイール部分をグレー/レッド/ブラックの3色から選択出来るほか、ボディとルーフ部分を違う色でのコーディネイトで可能としている。 
安全装備として、起亜車初となる最新式のパーキングサポートシステムを採用。システム内容としては、縦列駐車だけでなく、直角駐車も自動サポートしてくれるものとなっている。 
インテリアにはこれも起亜車初となるAndroidをベースとした8インチタッチスクリーン式ナビゲーションが備わる。
また、ボディは高張力鋼を20％増やして剛性を約29％UPさせたことで、安全性と軽量化に貢献している。

#### ソウルEV
2014年2月のシカゴモーターショーにてワールドプレミア。
翌3月11日、起亜は韓国国内において「ソウルをベースとしたEVを4月より販売開始予定」とアナウンス、同年4月11日より同国内で販売を開始した。ボディサイズはガソリン仕様と全く同じだが、ヘッドライトにはLEDを採用する。81.4kwのモーターと27kwhのリチウムイオン二次電池を搭載し、それらにCVTを組み合わせる。充電口は電動開閉式フロントグリルの奥に設置され、一回の充電で約148km走行できる。充電時間は急速充電( CHAdeMO 方式)で24-33分、通常充電でも4時間20分ほどで完了する。
価格は4250万ウォン（416万円）だが、各自治体の補助金使用により1.850-2.450万ウォン程度まで安くなる。
夏以降は米欧市場にも投入し、年5000台程度の販売を見込む。

### 3代目（SK3型、2019年 - ）
2019年1月23日、韓国にて「ソウル ブースター」の名で発表。先代よりも超高張力鋼板と構造用接着剤の使用範囲を増やし、剛性が大幅に向上。歴代初となるLEDヘッドライトならびに7速DCTを採用。エンジンは1.6L・GDIターボガソリンエンジンのみである。
2020モデルより名称から「ブースター」が外れ、「ソウル」に戻っている。
2021年、販売不振により、ソウルEVともに韓国市場での販売を終了。海外向けは製造・販売を続ける。

#### ソウルEV
ソウルと同時発表（発表当時は「ソウル ブースターEV」）。バッテリー容量は先代の30KWhから2倍以上に増加し、64kWhの大容量・高電圧バッテリーとなっている。